# Armstrong County (Pennsylvania)
Armstrong County ist ein County im Bundesstaat Pennsylvania der Vereinigten Staaten. Bei der Volkszählung im Jahr 2020 hatte das County 65.558 Einwohner und eine Bevölkerungsdichte von 39 Einwohner pro Quadratkilometer. Der Verwaltungssitz (County Seat) ist Kittanning.

## Geographie
Das County hat eine Fläche von 1721 Quadratkilometern, wovon 27 Quadratkilometer Wasserfläche sind. Armstrong County grenzt im Uhrzeigersinn an folgende Countys: Clarion County, Jefferson County, Indiana County, Westmoreland County, Allegheny County und Butler County.

## Geschichte
Das County wurde am 12. Mai 1800 gebildet und nach dem Militär und Politiker John Armstrong junior benannt.
14 Bauwerke und Stätten des Countys sind im National Register of Historic Places (NRHP) eingetragen (Stand 20. Juli 2018).

## Städte und Ortschaften

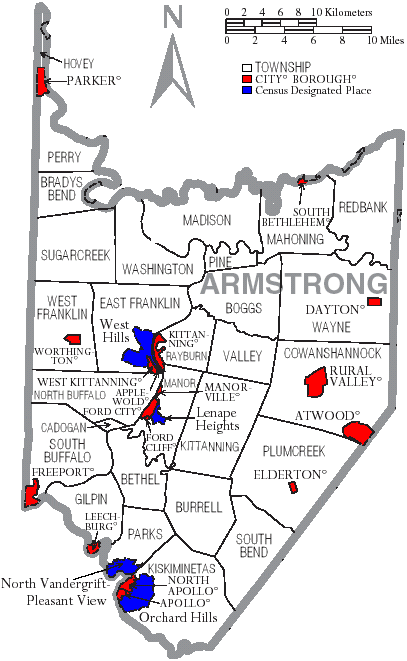
Karte des Armstrong County

| - Apollo - Applewold - Atwood - Bethel Township - Boggs Township - Bradys Bend Township - Burrell Township - Cadogan Township - Cowanshannock Township - Dayton - East Franklin Township - Elderton - Ford City - Ford Cliff - Freeport - Gilpin Township - Hovey Township | - Kiskiminetas Township - Kittanning Township - Kittanning - Leechburg - Lenape Heights - Madison Township - Mahoning Township - Manor Township - Manorville - North Apollo - North Buffalo Township - North Vandergrift-Pleasant View - Orchard Hills - Parker - Parks Township - Perry Township - Pine Township | - Plumcreek Township - Rayburn Township - Redbank Township - Rural Valley - South Bend Township - South Bethlehem - South Buffalo Township - Sugarcreek Township - Valley Township - Washington Township - Wayne Township - West Franklin Township - West Hills - West Kittanning - Worthington |

## Medien
- WTYM, Radiosender